# Pinkpop 1991
Pinkpop 1991 werd gehouden op 20 mei 1991 in Landgraaf. Het was de 22e editie van het Nederlands muziekfestival Pinkpop en de vierde in Landgraaf. Er waren circa 53.500 toeschouwers.
Presentatie: Jan Douwe Kroeske

## Optredens
- Happy Mondays
- Lenny Kravitz
- Living Colour
- Joe Jackson
- An Emotional Fish
- Luka Bloom
- Primus
- Tröckener Kecks
- Walter Trout Band
- The Tragically Hip